# ال لوآ
ال لوآ (به اسپانیایی: El Loa) یکی از استان‌های شیلی است که در منطقه آنتوفاگاستا واقع شده‌است.

## خصوصیات
ال لوآ ۴۱٬۹۹۹٫۶ کیلومترمربع مساحت و ۱۴۲٬۶۸۶ نفر جمعیت دارد.